# Leaders of the New School
Leaders of the New School fue una crew americana de hip-hop compuesta por los nativos de Long Island, New York; Charlie Brown, Dinco D, Busta Rhymes y Cut Monitor Milo. Debutaron en 1991 con el álbum A Future Without a Past (Elektra Records) y con el tema "Teachers, Don't Teach Us Nonsense". El grupo estaba asociado con Native Tongues Posse. Su último álbum fue T.I.M.E., en 1993, y tras la publicación del mismo, Busta Rhymes comenzó su exitosa carrera en solitario.
Public Enemy fue desde un principio el mentor del grupo, y eso ayudó mucho en la carrera de Leaders of the New School.

## Discografía
| Información del Álbum |
| --- |
| A Future Without a Past - Lanzamiento: 30 de julio de 1991 - Posición peak en Billboard 200: #128 - Posición peak en R&B/Hip-Hop chart: #53 - Sencillos: "Case of the P.T.A.", "Sobb Story" & "The International Zone Coaster" |
| T.I.M.E. - Lanzamiento: 12 de octubre de 1993 - Posición peal en Billboard 200: #66 - Posición peak en R&B/Hip-Hop chart: #15 - Sencillos: "What's Next" & "Classic Material"                                                  |

- Datos: Q127259